# Batalla de tiempo activo
Batalla de tiempo activo (BTA) es un sistema de batalla de los videojuegos de rol por turnos. Fue creado por Hiroyuki Itō, diseñador japonés, para la serie de videojuegos Final Fantasy.
Este formato se creó como alternativa al sistema tradicional de turnos, visto en juegos de mesa como el ajedrez, o en videojuegos como Final Fantasy, de la serie homónima.

## Funcionamiento
Cada miembro del equipo tiene una barra recargable con el tiempo. Cuando está completa, el personaje puede realizar una acción como atacar al enemigo o utilizar una habilidad especial. En este último caso, algunos videojuegos incluyen un tiempo de espera adicional.
Una vez ejecutada la acción, el indicador ATB se agota y debe recargarse. La tasa de recarga del medidor viene correlacionado con la estadística de velocidad de cada personaje, siendo unos más rápidos que otros.

## Videojuegos con este formato
El primer videojuego con este sistema es Final Fantasy IV para la consola SNES. Los siguientes videojuegos de la serie, desde Final Fantasy V hasta Final Fantasy IX conservaron el mismo formato con modificaciones. Final Fantasy X lo abandonó en pos del Conditional Turn-Based Battle (CTB; batalla condicional por turnos).
Otros juegos fuera de la saga Final Fantasy cuentan con este sistema, como Eien no Filena (1995) o Code Lyoko: Quest for Infinity (2007).
- Datos: Q1796885